# Тетюхин, Сергей Юрьевич
Сергей Юрьевич Тетюхин (род. 23 сентября 1975, Фергана) — российский волейболист, доигровщик, олимпийский чемпион 2012 года, серебряный призёр Олимпийских игр в Сиднее, бронзовый призёр Олимпийских игр в Афинах и Пекине, призёр чемпионата мира, многократный призёр чемпионатов Европы, заслуженный мастер спорта России. Генеральный менеджер мужской сборной России по волейболу, генеральный директор волейбольного клуба «Белогорье».

## Биография

### Юность
Детство Сергея Тетюхина прошло в Фергане. Первым тренером спортсмена был его отец Юрий Иванович, а первой командой в карьере — ташкентские «Крылья Востока». В 1992 году в связи с изменившейся социально-политической обстановкой и отсутствием перспектив для роста игрока на родине, семья Тетюхиных приняла решение о переезде в Россию и по совету заслуженного тренера СССР Юрия Фураева отправилась в Белгород. Сергей был принят в команду «Белогорье».

### Клубная карьера
Как вспоминал главный тренер белгородского клуба Геннадий Шипулин, Сергей сразу произвёл приятное впечатление и хорошо смотрелся в разных амплуа:

Помню, я долго не мог определиться, как лучше приспособить этого талантливого парня. Сегодня у меня на площадку выходил Тетюхин-нападающий, завтра — Тетюхин-связующий. Решение сделать из него доигровщика я принял из-за феноменальной координации и способности Тетюхина мягким движением поднимать скоростной мяч. Кроме того, его телосложение — эталон для этого амплуа.

В 1995 году Тетюхин выиграл с белгородским «Локомотивом» свой первый титул — Кубок России, в 1997 и 1998 годах становился чемпионом страны, а в 1999-м впервые был признан самым ценным игроком чемпионата, выиграв приз Андрея Кузнецова.
В сезоне-1999/2000 вместе с ещё двумя россиянами, Ильёй Савельевым и Станиславом Динейкиным, начал выступления в итальянской «Парме». Команда, проводившая первый сезон в серии A1 после возвращения из второго дивизиона, во многом благодаря российскому трио смогла занять пятое место в регулярном чемпионате.
В октябре 2000 года Тетюхин и игрок «Модены» Роман Яковлев по дороге в Парму попали в автоаварию. Сергей, находившийся за рулём, решился на обгон, но не справился с управлением и машина оказалась на встречной полосе. После лобового столкновения волейболисты чудом остались в живых. По счастью выжил и водитель встречного автомобиля, что упростило судебное разбирательство. Сергей перенёс несколько операций и пропустил почти весь сезон. Вернувшись в строй весной 2001 года, он вновь встретился на площадке с коллегой по несчастью Яковлевым — в четвертьфинальной серии чемпионата Италии «Парма» уступила «Модене» с результатом 1—3. Это были последние матчи Тетюхина в итальянской лиге.
Вернувшись в Белгород, Тетюхин в сезоне-2001/02 помог «Локомотиву-Белогорью» вернуть лидерство в российском волейболе — после 5-го места в предыдущем чемпионате команда, в которой он был капитаном, стала чемпионом страны и попутно дошла до финала Кубка CEV. В период с 2003 по 2006 год вместе с «Локомотивом-Белогорьем» выиграл ещё три чемпионата и два Кубка России, в 2003 году был признан самым ценным игроком «Финала четырёх» Лиги чемпионов, завершившегося первой в истории победой российского клуба, а также во второй раз в карьере стал обладателем приза Андрея Кузнецова.
В третий раз звание лучшего волейболиста России Сергею Тетюхину было присуждено в 2006 году. Тогда «Локомотив-Белогорье» проиграл суперфинал чемпионата страны столичному «Динамо», но лидер белгородской команды проявил незаурядные волевые качества. Накануне второго выездного матча суперфинала (первый был проигран железнодорожниками со счётом 0:3) Сергей на тренировке неудачно отбил летевший в лицо мяч и сломал палец. В том самом матче белгородцы проиграли первые две партии, но в третьем сете Тетюхин, выйдя на подачу, превратил счёт 3:6 в 7:6 и внёс перелом в ход игры. Всего же за пять партий он набрал 23 очка — почти четверть от всех, что заработала его команда, в том числе 10 непосредственно с подачи. «Локомотив-Белогорье» вырвал тяжелейшую победу и спас интригу в серии, в остальных матчах которой Тетюхин продолжал играть со сломанным пальцем.
Летом 2006 года вместе с партнёрами по белгородскому «Локо» Александром Косаревым и Вадимом Хамутцких перешёл в казанское «Динамо-Таттрансгаз». В суперфинале чемпионата России-2006/07 они взяли реванш у московских динамовцев за поражение годичной давности, а следующий сезон принёс Тетюхину победы в Кубке России и Лиге чемпионов и очередной приз лучшему игроку страны, после чего волейболист снова вернулся в «Локомотив-Белогорье».
С третьим за карьеру появлением Тетюхина в «Локомотиве-Белогорье» были связаны надежды болельщиков на новые успехи команды. Ведь с 1995 года, когда Сергей начал выходить в основном составе дружины Геннадия Шипулина, все российские клубы, за которые он выступал, в каждом сезоне выигрывали хотя бы один какой-либо титул. И традиция действительно получила продолжение — выдающаяся игра Тетюхина в финале Кубка CEV в Афинах против «Панатинаикоса» принесла почётный трофей волейболистам из Белгорода.
Осенью 2009 года Тетюхин уже в составе казанского «Зенита» выиграл свой 8-й национальный Кубок и был признан MVP «Финала восьми» в Калининграде, а в мае 2010 года в восьмой раз стал чемпионом России. В сезоне 2010/2011 во многом благодаря мастерству и многолетнему опыту Тетюхина «Зениту» удалось одолеть в финале московское «Динамо», набравшее ход к решающим стадиям плей-офф. 7 мая 2011 года Сергей Тетюхин стал 9-кратным чемпионом страны, тем самым ещё более упрочив своё лидерство по числу титулов в российской Суперлиге. После окончания сезона снова перешёл в «Белогорье».
В декабре 2012 года Сергей Тетюхин в девятый раз в карьере завоевал Кубок России и вскоре снова стал регулярно выходить в составе «Белогорья», восстановившись после проблем с коленями и нарушения сердечного ритма, преследовавших спортсмена до и после Олимпийского турнира в Лондоне. В плей-офф Суперлиги-2012/13 «Белогорье» прошло сложнейший путь, обыграв московское «Динамо», новосибирский «Локомотив», казанский «Зенит», уфимский «Урал» и спустя восемь лет стало чемпионом страны. Сергей Тетюхин завоевал десятую золотую медаль российских чемпионатов. Он неизменно выходил в стартовом составе белгородской команды в этих поединках, за исключением третьего матча полуфинальной серии с «Зенитом», которую мог пропустить из-за возникшей в предыдущей встрече травмы ноги, но, по словам спортсмена, «ситуация так сложилась, что надо было выходить и помогать». Выход Сергея на замену во второй партии стал переломным моментом в той игре. 11 мая 2013 года в трудно начинавшейся первой партии «золотого» матча против «Урала» на подаче Тетюхина белгородцы набрали 10 очков подряд, после чего инициативу в матче не упускали.
В марте 2014 года Сергей Тетюхин в четвёртый раз выиграл Лигу чемпионов, а за игру в финальном матче против турецкого «Халкбанка» был награждён призом MVP. Он в очередной раз проявил несгибаемый характер, умение играть на максимуме возможностей в самые ответственные моменты — на его подачах «Белогорье» совершило решающее ускорение в первой партии, а в концовке четвёртой, уступая 17:22, вышло вперёд, и переломив ситуацию, в итоге добилось победы.
26 марта 2017 года в матче чемпионата России против «Зенита» Сергей Тетюхин сыграл в стартовом составе «Белогорья» вместе со своим сыном Павлом.
3 апреля 2018 года объявил, что по окончании сезона-2017/18 завершит игровую карьеру, а спустя неделю в Анкаре завоевал вместе с «Белогорьем» свой последний титул — Кубок Европейской конфедерации волейбола. 29 апреля 2018 года матчем чемпионата России против новоуренгойского «Факела» завершил карьеру игрока.

### Сборная России
В 1994 году Сергей Тетюхин вошёл в состав молодёжной сборной России. На чемпионате Европы в Турции команда, возглавляемая Валерием Алфёровым, выиграла золотые медали. В финальной игре со счётом 3:0 были обыграны сверстники из Франции, а Сергея Тетюхина, выходившего на решающий матч с новокаиновой блокадой плеча, признали лучшим игроком турнира. За год до этого, в 1993, Сергей мог дебютировать и в национальной сборной. Он поехал вместе с командой в традиционное в те годы турне по Японии, но на площадку ни разу не вышел, поскольку был заявлен как третий резервный связующий.
Первый официальный матч за национальную сборную Тетюхин провёл 11 мая 1996 года в Пекине. В рамках Мировой лиги российские волейболисты в тот день одержали победу над сборной Японии со счётом 3:2. В июле — августе 1996 года в Атланте выступал на первых в своей карьере Олимпийских играх.
В декабре 1999 года Сергей Тетюхин стал обладателем Кубка мира и ему было присвоено звание заслуженного мастера спорта. В 2002 году сборная России впервые выиграла Мировую лигу и взяла серебряные медали чемпионата мира. По итогам мирового форума Сергей занял четвёртое место в споре самых результативных игроков, уступив только именитым диагональным Маркосу Милинковичу, Ивану Мильковичу и совсем немного — Владимиру Николову (135 очков против 139), а также вошёл в десятку лучших принимающих турнира.
Первую паузу в выступлениях за сборную Тетюхин взял в 2005 году, когда попробовал свои силы в пляжном волейболе. Через два месяца после начала занятий бич-волеем, Тетюхин и его коллега по «Локомотиву-Белогорью» Игорь Колодинский заняли 2-е место на третьем этапе чемпионата России в Белгороде, проиграв лишь сильнейшей на тот момент российской паре Роман Аркаев / Дмитрий Барсук. Но вскоре, на последнем этапе подготовки к чемпионату Европы-2005, Сергей вновь оказался в стане сборной России.
В октябре 2011 года после двухгодичного перерыва в выступлениях за национальную сборную Сергей Тетюхин вошёл в заявку на Кубок мира и во второй раз в карьере стал победителем этого турнира.
Сергей Тетюхин — обладатель серебряной медали Олимпиады в Сиднее, бронзовых медалей Игр в Афинах и Пекине, а после победы на Играх в Лондоне Сергей стал первым в мужском волейболе обладателем четырёх олимпийских медалей, включая золотую.
Участие Тетюхина на лондонской Олимпиаде было под вопросом — весной 2012 года врачи диагностировали у него нарушение сердечного ритма и лишь за месяц до начала соревнования позволили возобновить тренировки. На своей пятой Олимпиаде 36-летний Сергей Тетюхин был одним из наиболее стабильных игроков сборной России на подаче и приёме; в ключевом матче предварительного этапа со сборной США набрал 21 очко, реализовав 45 % атак, многие из которых проходили при организованном групповом блоке соперника. В той игре сборная России, проигрывая 0:2 по партиям, смогла добиться победы. В последующих матчах Тетюхин продолжал играть практически без замен, демонстрируя высокое качество волейбола и волю к победе. Главный тренер сборной России Владимир Алекно отметил, что выход на подачу Тетюхина в концовке третьей партии финального матча с бразильцами помог сборной России переломить ход неудачно складывавшегося поединка и в итоге добиться победы:

Говорят, что он совершил чудо. Да он тысячи раз так спасал партии и матчи! Выходил на подачу, или забивал шальные мячи, или в защите тащил такой удар, какой больше никому вытащить не под силу. Это Игрок, даже Игрочище. С него и начался перелом в финале.

После финала лондонской Олимпиады Сергей Тетюхин объявил о завершении выступлений за сборную. В апреле 2015 года в разговоре с Андреем Воронковым допустил возможность своего возвращения, и его фамилия была внесена в заявку на Мировую лигу. В июле того же года, после того, как сборную России вновь возглавил Владимир Алекно, Тетюхин согласился помочь ей решить задачу по завоеванию путёвки на Олимпийские игры в Рио-де-Жанейро. Матч Кубка мира против сборной Египта, прошедший 18 сентября, стал для него 300-й официальной игрой за сборную России. В конце 2015 года Сергея Тетюхина выбрали капитаном сборной. На европейском олимпийском отборочном турнире, проходившем в январе 2016 года в Берлине, он был удостоен от организаторов звания MVP.
Олимпийские игры в Рио-де-Жанейро стали шестой Олимпиадой Сергея Тетюхина. Кроме него, в шести летних Олимпиадах среди представителей игровых командных видов спорта участвовали только российская волейболистка Евгения Эстес (Артамонова) и испанский ватерполист Мануэль Эстиарте, а бразильская футболистка Формига в 2021 году превзошла это достижение, выступив на седьмых в своей карьере Олимпийских играх. 5 августа 2016 года Тетюхин нёс флаг России на церемонии открытия Игр в Рио-де-Жанейро. Как и на всех предыдущих Олимпиадах с его участием, сборная России дошла до полуфинала, но в этот раз осталась без медалей. 21 августа, после поражения от сборной США в матче за бронзу на Олимпиаде в Рио Тетюхин объявил о завершении карьеры в сборной.
Всего в составе национальной команды Сергей Тетюхин провёл 320 официальных матчей, в которых набрал 2488 очков и 514 отыгранных подач, первым из российских волейболистов преодолев рубежи в 300 матчей и 3000 выигранных мячей.

### Личная жизнь
Родители Сергея Тетюхина Юрий Иванович и Любовь Аблякимовна — заслуженные тренеры России по волейболу, преподаватели белгородской гимназии № 22 и СДЮСШОР № 2 Белгородской области. Младший брат Олег — мастер спорта по волейболу, волейбольный арбитр. У Сергея и его жены Натальи трое сыновей — Иван, Павел и Александр. Павел Тетюхин (2000 г. р.) с сезона-2018/19 выступает на позиции доигровщика за основную команду «Белогорья», а в сентябре 2021 года дебютировал в сборной России.
В 1998 году Сергей Тетюхин окончил Белгородский государственный университет по специальности «Физическая культура и спорт».
17 января 2014 года в Белгороде участвовал в эстафете огня XXII зимних Олимпийских игр. Тетюхин принёс факел на Соборную площадь и вместе с главой Белгорода Сергеем Боженовым зажёг городскую чашу олимпийского огня.

## Общественная деятельность
8 сентября 2013 года Сергей Тетюхин был избран в состав Совета депутатов города Белгорода от партии «Единая Россия». 13 сентября 2015 года избран в депутаты Белгородской областной думы VI созыва по единому избирательному округу. После выборов 13 сентября 2020 года отказался от депутатского мандата в Белгородской областной думе.
В марте 2019 года назначен генеральным менеджером мужской сборной России, сменив в этой должности гендиректора новосибирского «Локомотива» Романа Станиславова. В 2021 году возглавил волейбольный клуб «Белогорье».
В 2024 году являлся доверенным лицом кандидата в президенты России Владимира Путина.

## Спортивные достижения

### Со сборной России
- Олимпийский чемпион XXХ Олимпийских игр в Лондоне (2012).
- Серебряный призёр XXVII Олимпийских игр в Сиднее (2000).
- Бронзовый призёр XXVIII Олимпийских игр в Афинах (2004).
- Бронзовый призёр XXIX Олимпийских игр в Пекине (2008).
- Серебряный призёр чемпионата мира (2002).
- Серебряный призёр чемпионатов Европы (1999, 2005, 2007), бронзовый призёр чемпионатов Европы (2001, 2003).
- Обладатель Кубка мира (1999, 2011), серебряный призёр Кубка мира (2007).
- Победитель Мировой лиги (2002), серебряный (1998, 2000) и бронзовый (1996, 1997, 2001, 2006, 2008, 2009) призёр Мировой лиги.
- Серебряный призёр Евролиги (2004).

### С молодёжной сборной России
- Чемпион Европы (1994).
- Чемпион мира (1995).

### С клубами
- 10-кратный чемпион России (1996/97, 1997/98, 2001/02, 2002/03, 2003/04, 2004/05, 2006/07, 2009/10, 2010/11, 2012/13), серебряный призёр чемпионатов России (1994/95, 1995/96, 1998/99, 2005/06, 2014/15), бронзовый призёр чемпионатов России (2007/08, 2013/14, 2015/16).
- 10-кратный обладатель Кубка России (1995, 1996, 1997, 1998, 2003, 2005, 2007, 2009, 2012, 2013), финалист Кубка России (2015), бронзовый призёр Кубка России (2010, 2014, 2016).
- 3-кратный обладатель Суперкубка России (2010, 2013, 2014).
- 4-кратный победитель Лиги чемпионов (2002/03, 2003/04, 2007/08, 2013/14), серебряный (2010/11) и бронзовый (2004/05, 2005/06) призёр Лиги чемпионов.
- 2-кратный обладатель Кубка Европейской конфедерации волейбола (2008/09, 2017/18), серебряный призёр Кубка CEV (2001/02).
- Бронзовый призёр Кубка обладателей Кубков европейских стран (1996/97).
- Победитель (2014) и бронзовый призёр (2009) чемпионата мира среди клубных команд.

### Личные
- MVP молодёжного чемпионата Европы (1994).
- Лучший игрок чемпионата России (1999, 2003, 2006, 2008).
- MVP «Финала четырёх» Лиги чемпионов (2002/03, 2013/14).
- MVP «Финала четырёх» Кубка России (2007).
- MVP «Финала восьми» Открытого Кубка России (2009).
- MVP европейского олимпийского отборочного турнира (2016).
- Лучший подающий «Финала четырёх» Лиги чемпионов (2010/11).
- Вошёл в символическую семёрку клубного чемпионата мира (2014).
- Участник Матчей звёзд России (2005, 2008, 2009, 2010, 2012, 2013, февраль 2014, декабрь 2014).
- Кавалер ордена Вячеслава Платонова (2012)[49].
- Лучший спортсмен России 2012 года по версии Федерации спортивных журналистов России[50], газеты «Спорт-Экспресс»[24], интернет-портала «Чемпионат.com»[51], зрителей телеканала «Россия-2»[52].
- Член Волейбольного зала славы (2021)[53].

## Награды и звания
- Заслуженный мастер спорта России (1999 год)[54].
- Орден Почёта (13 августа 2012 года) — за большой вклад в развитие физической культуры и спорта, высокие спортивные достижения на Играх XXX Олимпиады 2012 года в городе Лондоне (Великобритания)[55].
- Орден Дружбы (19 апреля 2001 года) — за большой вклад в развитие физической культуры и спорта, высокие спортивные достижения на Играх XXVII Олимпиады 2000 года в Сиднее[56].
- Медаль ордена «За заслуги перед Отечеством» I степени (2 августа 2009 года) — за большой вклад в развитие физической культуры и спорта, высокие спортивные достижения на Играх XXIX Олимпиады 2008 года в Пекине[57].
- Медаль ордена «За заслуги перед Отечеством» II степени (4 ноября 2005 года) — за большой вклад в развитие физической культуры и спорта, высокие спортивные достижения на Играх XXVIII Олимпиады 2004 года в Афинах[58].
- Почётный гражданин Белгородской области (22 ноября 2012 года)[59].
- Медаль «За заслуги перед землёй Белгородской» I степени (22 сентября 2016)[60].